# Platina(II)sulfide
Platina(II)sulfide is een platinazout van waterstofsulfide, met als brutoformule PtS. De stof komt voor als een groen poeder, dat onoplosbaar is in water, zuren en koningswater. Het komt in de natuur voor als het mineraal cooperiet.

## Synthese
Platina(II)sulfide kan bereid worden door platina en zwavel met elkaar te verhitten:
{\displaystyle \mathrm {Pt\ +\ S\ \longrightarrow \ PtS} }

## Kristalstructuur en eigenschappen
Platina(II)sulfide neemt een tetragonale kristalstructuur aan en behoort tot ruimtegroep P42/mmc. De parameters van de eenheidscel bedragen:
- a = 347,00 pm
- c = 610,96 pm